# Vicarius
Nell'Impero romano il vicarius era, a partire dalla riforma di Diocleziano (III secolo), l'alto funzionario al quale era affidata l'amministrazione civile (non militare, separata da quella civile con la riforma dioclezianea) di una diocesi (il titolo completo era praetor vicarius). Aveva la funzione anche di sostituto del prefetto del pretorio. Tale carica non ebbe grande successo, perché già nel V e VI secolo esiste solo come titolo nominale, ma privo di potere effettivo.

## Storia

### Supplenti del Prefetto del pretorio
Il vicarius agiva nella diocesi in qualità di "supplente del Prefetto del pretorio" (agens vice praefecti praetorio). Quella della supplenza del prefetto era una pratica già consolidata sin dal tempo dei Severi (il primo supplente attestato risulta infatti essere Sesto Vario Marcello, padre dell'imperatore Eliogabalo): i supplenti operavano in Roma, come sostituti del prefetto quando questi seguiva l'imperatore nei suoi spostamenti attraverso l'Impero, oppure come loro speciali inviati nelle provincie.

### Riforma dioclezianea
A partire però dall'anno 298 circa, Diocleziano ed il collega Massimiano moltiplicarono il numero dei supplenti prefettizi costituiti al di fuori della capitale ed estesero il loro potere a più provincie contemporaneamente, decentrando in tal modo l'amministrazione facente capo ai praefecti praetorio. Ai nuovi vicarii fecero dunque capo nuove entità sopra-provinciali, dette diocesi, in tutto dodici. Unica eccezione era la diocesi d'Oriente che aveva a capo un comes. Nel 370 o nel 381 Egitto e Cyrenaica furono staccate dalla diocesi d'Oriente e venne creata una diocesi sotto un funzionario del medesimo grado del vicario ma indipendente da esso, il Prefetto Augustale d'Egitto (praefectus Augustalis).
Il vicarius controllava i governatori delle province (variamente denominati: proconsules, consulares, correctores, praesides) e giudicava in appello le cause già decise in primo grado dai medesimi (le parti potevano scegliere se appellarsi al vicario o al prefetto del pretorio). I vicarii non avevano poteri militari, infatti le truppe stanziate nella diocesi erano sotto il comando di un comes rei militaris, che dipendeva direttamente dal magister militum e aveva alle sue dipendenze i duces ai quali era affidato il comando militare nelle singole province.
Secondo quanto ci racconta la Notitia dignitatum (documento redatto attorno al 400), il vicarius aveva il grado di vir spectabilis; lo staff del vicarius, il suo officium, era abbastanza simile a quello di un governatore. Per esempio, nella diocesi della Spagna, il suo ufficio includeva: 
- il princeps (una specie di "capo dello stato maggiore", scelto tra i seniores agentes in rebus, appartenente alla classe sociale dei ducenarii (che avevano uno stipendio di 200,000 sesterzi all'anno; i più alti funzionari dal governatore in su, non ricoprivano cariche civili).
- un cornicularius ("capo dello stato maggiore").
- due numerarii (capo dei contabili).
- un commentariensis (colui che registrava sul diario ufficiale).
- un adiutor (assistente, colui che aiutava come segretario).
- un funzionario ab actis (archivista).
- un cura epistolarum ("curator di corrispondenza").
- un numero non identificato di subadiuvae ("vice assistenti").
- vari exceptores (impiegati di basso livello).
- numerosi addetti singulares et reliquum officium (vario personale servile ).

Attorno al 400 i vicarii erano:
- vicario del Ponto
- vicario dell'Asia
- vicario della Tracia
- vicario della Macedonia
- vicario dell'Italia (diocesis Italiciana)
- vicarius urbis Romae
- vicario delle Gallie
- vicario della diocesi di Vienna o delle Sette province
- vicario delle Britannie (Britannia I e Britannia II)
- vicario della Spagna
- vicario dell'Africa